# Ожаровский, Францишек
Граф Францишек (Франц Петрович) Ожаровский (1783—1841) — российский чиновник, управляющий Царскосельским дворцовым правлением (1811—1817).

## Биография
Представитель польского шляхетского рода Ожаровских герба «Равич». Младший (четвертый) сын последнего гетмана великого коронного Петра Ожаровского (ок. 1725—1794) от второго брака с Марианной Джербицкой. Старший брат — российский генерал Адам Петрович Ожаровский.
В мае 1803 года Франц Петрович Ожаровский начал службу в чине юнкера.
В июле 1807 года в Царском Селе получил чин действительного камергера.
В октябре 1811 года был назначен управляющим Царским селом. В феврале 1817 года он был лишён занимаемой должности из-за злоупотреблений в Царскосельском дворцовом правлении. Однако он не был признан виновным во взятках и избежал суда.
Позднее Франц Ожаровский не занимал никаких должностей, но искал возможности служить при дворе великого князя Константина Павловича. Он вернулся в общество, «поскольку по случаю смерти второй жены своей принужден переехать из деревни в город, чтобы наблюдать за воспитанием пяти малолетних детей и что потому находится в необходимости возобновить сношения с обществом и просит исходатайствовать ему Высочайшее дозволение носить придворный мундир».
Скончался в Царском Селе в феврале 1841 года, похоронен в церковном склепе костела Усекновения Главы Иоанна Предтечи.
Ему принадлежало 1000 душ мужеского пола.

## Семья и дети
Был трижды женат.
Первая жена (с 1810 года) — Елизавета Ивановна Муравьева-Апостол (02.02.1791—1814), старшая дочь Ивана Матвеевича Муравьева-Апостола (1767—1851) и Анны Семёновны Черноевич (ок. 1770—1810). Родилась в Петербурге, крещена 9 февраля 1791 года в церкви при восприемстве Н. А. Муравьева и Е. К. Скороходовой. Их дети:
- Анна (1811—1847), замужем с 1833 года за Александром Дмитриевичем Черевиным (1802—1849)
- Адам (1812/13-?)

Вторая жена — Пелагея Ядвига Волович (1799—1832), дочь Игнацы Воловича (1766—1828) и Эльжбеты Незабытовской (ок. 1790—1840). Дети:
- София (1825—1898), замужем с 1842 года за графом Казимиром Владиславом Старженским (1816—1899)
- Елизавета (1828—1910), замужем за графом Михаилом Константином Старженским (1818—1884), братом Казимира

Третья жена (с 1833 года; Варшава) — графиня Мелания Грабовская (ок. 1810 — 1864), дочь Станислава Грабовского (1780—1845) и Сесилии Дембовской (1787—1821). Дети:
- Иоанна Мария (род. 1838)
- Эдвард (ок. 1840—1841).